# Эндокринные заболевания
Эндокринные заболевания — класс заболеваний, вызываемых расстройством одной или нескольких эндокринных желёз. В их основе лежат гиперфункция, гипофункция или дисфункция желёз внутренней секреции.
Из эндокринных заболеваний чаще встречаются патологии, связанные с расстройством щитовидной железы, (например гипертиреоз), с расстройствами поджелудочной железы, такие как сахарный диабет. Изучением и лечением эндокринных болезней занимается наука эндокринология.

## Этиология
- генетически обусловленные аномалии,
- воспалительные процессы
- опухолевые процессы
- травмы
- нарушениями кровоснабжения эндокринных желёз
- поражениями различных отделов нервной системы
- развитие тканевой резистентности к гормонам.

## Классификация

### Заболевания гипоталамо-гипофизарной системы
- Акромегалия и гигантизм
- Болезнь Иценко — Кушинга
- Пролактинома
- Гиперпролактинемия
- Несахарный диабет

### Заболевания щитовидной железы
- Гипертиреоз
- Гипотиреоз
- Диффузный токсический зоб
- Тиреотоксическая аденома
- Аутоиммунный тиреоидит
- Подострый тиреоидит
- Эндемический зоб
- Узловой зоб
- Рак щитовидной железы
- Синдром ограниченного гормонального обеспечения

### Заболевания островкового аппарата поджелудочной железы
- Сахарный диабет

### Заболевания надпочечников
- Гормонально-активные опухоли надпочечников
- Хроническая надпочечниковая недостаточность
- Первичный гиперальдостеронизм

### Заболевания женских половых желёз
- Предменструальный синдром
- Нарушения менструальной функции
- Примечания

1. ↑  Disease Ontology (англ.) — 2016.
2. 1 2  Monarch Disease Ontology release 2018-06-29 — 2018-06-29 — 2018.